# Aurora (Isabela)
Aurora è una municipalità di seconda classe delle Filippine, situata nella Provincia di Isabela, nella Regione della Valle di Cagayan.
Aurora è formata da 33 baranggay:
- Apiat
- Bagnos
- Bagong Tanza
- Ballesteros
- Bannagao
- Bannawag
- Bolinao
- Caipilan
- Camarunggayan
- Dalig-Kalinga
- Diamantina
- Divisoria
- Esperanza East
- Esperanza West
- Kalabaza
- Macatal
- Malasin

- Nampicuan
- Panecien
- Rizaluna (Lapuz)
- San Andres
- San Jose (Pob.)
- San Juan (Pob.)
- San Pedro-San Pablo (Pob.)
- San Rafael
- San Ramon
- Santa Rita
- Santa Rosa
- Saranay
- Sili
- Victoria
- Villa Fugu
- Villa Nuesa